# Бобринский, Пётр Андреевич
Граф Пётр Андреевич Бобринский (в старом прочтении — Бобринско́й, 6 декабря 1893, Санкт-Петербург, Российская империя — 23 августа 1962, Нейи-сюр-Сен, около Парижа, Франция) — литератор из рода Бобринских, участник парижского литературного объединения «Перекрёсток», а также журналов «Возрождение» и «Сатирикон», издававшихся в русском зарубежье.

## Биография
Родился в семье графа Андрея Александровича Бобринского и его жены Елены Петровны, дочери графа Петра Павловича Шувалова. В 1918 году женился на княжне Марии Юрьевне Трубецкой, дочери генерала Г. И. Трубецкого.
Учился в 6 гимназии. По её окончании поступил в Петроградский Политехнический институт. С 1914 года печатался как поэт. В 1916 окончил Пажеский корпус.
В начале войны поступил на ускоренные военные курсы, выпущен офицером в гвардейскую Конную артиллерию, где дослужился до чина поручика. Находился в армии до конца войны. В 1919 году находился в Крыму, в Добровольческой армии, в Отряде особого назначения по охране лиц императорской фамилии. Затем находился в рядах Вооружённых сил Юга России.
В 1920 году эвакуирован в Константинополь, откуда переехал в Париж.
Масон. В 1920 году был посвящён в Париже в «Англо-саксонской» ложе № 343 (ВЛФ). Член-основатель первой русской масонской ложи «Астрея» № 500, был одним из её досточтимых мастеров. В 1931 году стал членом-основателем русской парижской ложи «Гамаюн» № 624. Руководил рядом масонских русских организаций дополнительных степеней. Масон 33° Древнего и принятого шотландского устава с 1930 года, в 1947—1948 годах — великий командор Русского совета 33 степени в Париже.
До конца жизни жил в Париже и его пригородах: Версале, Булонь-сюр-Сен, Нейи. Писатель, историк, журналист. С 1928 член литературного кружка «Перекрёсток» в Париже. Сотрудничал в «Возрождении», где в 1930 был секретарём редакции; «Иллюстрированной России», «Числах». Редактор сборника воспоминаний «Памяти русского студенчества».
Наибольшую известность получил как автор книги «Старчик Григорий Сковорода» (Париж, 1929), посвящённой видному малороссийскому философу Григорию Саввичу Сковороде. Книга Петра Андреевича Бобринского о Сковороде принадлежит к числу немногочисленных оригинальных произведений эмигрантской литературы, раскрывающих наследие философа в контексте русской религиозной философии. В истолковании философии Сковороды граф Бобринской оказывается идейно близким Василию Зеньковскому.
Поэт Георгий Адамович в предисловии к посмертному изданию стихов графа характеризовал творчество Бобринского как воплощение «непрерывного неподдельного духовного подъёма и какого-то прирождённого духовного благородства».
В 1935 году член совета Российского торгово-промышленного и финансового союза. Во второй половине 1930-х годов был связан (вместе с Д. М. Одинцом, Н. П. Вакаром, В. М. Зензиновым, К. К. Грюнвальдом, В. В. Вырубовым, И. А. Кривошеиным и др. масонами) с движением «младороссов». 22 июня 1941 года арестован вместе с другими русскими эмигрантами во Франции и заключён в концлагерь «Фронт-Сталаг 122» (Компьень). Провёл в лагере несколько месяцев. С 1944 года продолжал выступать в русской и французской прессе на литературные и философские темы. Постоянный сотрудник журналов «Возрождение», «Вестник РСХД». Работал техническим директором радиогенетической лаборатории в Париже.
Похоронен на кладбище Сент-Женевьев-де-Буа.

## Труды
- Бобринской П. Гр. Старчикъ Григорій Сковорода. Жизнь и ученіе. Парижъ, 1929.